# Ливињано (Лука)
Ливињано је насеље у Италији у округу Лука, региону Тоскана.
Према процени из 2011. у насељу је живело 39 становника. Насеље се налази на надморској висини од 689 м.